# Equació diferencial lineal
En matemàtiques, les equacions diferencials lineals són equacions diferencials que tenen solucions que poden sumar-se per obtenir altres solucions. Poden ser ordinàries (EDOs) o parcials (EDPs). Les solucions d'equacions linears formen un espai vectorial (a diferència de les equacions diferencials no lineals).
Una equació diferencial lineal és una equació diferencial que té 
{\displaystyle Ly=f\,}
on l'operador diferencial L és un operador lineal, y és la funció desconeguda (per exemple una funció del temps y(t)), i el terme de la dreta ƒ és una funció donada de la mateixa natura que y. Per a una funció dependent del temps es pot escriure l'equació com
{\displaystyle Ly(t)=f(t)\,}
i, fins i tot més precisament
{\displaystyle L[y(t)]=f(t)\,}
L'operador lineal L es pot considerar de la forma.
{\displaystyle L_{n}(y)\equiv {\frac {d^{n}y}{dt^{n}}}+A_{1}(t){\frac {d^{n-1}y}{dt^{n-1}}}+\cdots +A_{n-1}(t){\frac {dy}{dt}}+A_{n}(t)y\,}
La condició de linealitat de L exclou operacions com el quadrat de la derivada de y; però admet, per exemple, la derivada segona de y.
És convenient reescriure aquesta equació en forma d'operador
{\displaystyle L_{n}(y)\equiv \left[\,D^{n}+A_{1}(t)D^{n-1}+\cdots +A_{n-1}(t)D+A_{n}(t)\right]y}
on D és l'operador diferencial d/dt (és a dir Dy = y, D ²y = y"... ), i An són funcions donades.
Tal equació es diu que té ordre n, l'índex de la derivada més alt de y.
Un exemple simple típic és l'equació diferencial lineal que es fa servir per modelitzar la decadència radioactiva. Sia N(t) el nombre d'àtoms radioactius en alguna mostra de material (com una porció del drap del sudari de Torí) en el moment t. Llavors per a alguna constant k > 0,
el nombre d'àtoms radioactius que es descomponen es pot modelar per
{\displaystyle {\frac {dN}{dt}}=-kN\,}
Si y és se suposa que és una funció de només una variable, es parla d'una equació diferencial ordinària, si les derivades i els seus coeficients s'entenen com (contrets) vectors, matrius o tensors de rang superior, es té una equació diferencial en derivades parcials (lineal).
El cas on ƒ = 0 s'anomena una equació homogènia i les seves solucions s'anomenen funcions complementàries. És especialment important per la solució del cas general, ja que qualsevol funció complementària es pot afegir a una solució de l'equació no homogènia per donar una altra solució (per un mètode tradicionalment anomenat integral particular i funció complementària). Quan els Ai són nombres, l'equació es diu que té coeficients constants.

## Equacions homogènies amb coeficients constants
El primer mètode de resoldre equacions diferencials lineals ordinàries amb coeficients constants és degut a Euler, que es va adonar que les solucions tenen la forma {\displaystyle e^{zx}}, per a valors possiblement complexos de {\displaystyle z}. La funció exponencial és una de les poques funcions que conserven la mateixa forma després de calcular-ne la derivada. Per tal que la suma de múltiples derivades d'una funció doni zero, les derivades s'han de cancel·la mútuament i l'única manera que facin això és que les derivades tinguin la mateixa forma de la funció inicial. Així, per resoldre
{\displaystyle y^{(n)}+A_{1}y^{(n-1)}+\cdots +A_{n}y=0}
posem {\displaystyle y=e^{zx}}, el que porta a
{\displaystyle z^{n}e^{zx}+A_{1}z^{n-1}e^{zx}+\cdots +A_{n}e^{zx}=0.}
Dividint entre e  zx  dona l'equació polinòmica de grau n
{\displaystyle F(z)=z^{n}+A_{1}z^{n-1}+\cdots +A_{n}=0.\,}
Aquesta equació algebraica F (z) = 0, és l'equació característica estudiada més tard permonge i Cauchy.
Formalment, els termes
{\displaystyle y^{(k)}\quad \quad (k=1,2,\dots ,n).}
de l'equació diferencial original són substituïts per z k. Resolent l'equació polinòmica s'obtenen n valors de z, z 1, ..., z n . Substituint qualsevol d'aquells valors per z a e  zx dona una solució ezi x. Com que les equacions diferencials lineals homogènies obeeixen el principi superposició, qualsevol combinació lineal d'aquestes funcions també satisfà l'equació diferencial.
Quan aquestes arrels són completament diferents, es tenen n solucions diferents de l'equació diferencial. Es pot demostrar que aquestes són linealment independents, aplicant el determinant de Vandermonde, i totes juntes formen una base de l'espai de totes les solucions de l'equació diferencial.
El precedent dona una solució per al cas en què tots els zeros són diferents, és a dir, cada un té multiplicitat 1. Per al cas general, si z és un zero (o arrel) (possiblement complexa) de F(z) i té multiplicitat m, llavors, per {\displaystyle k\in \{0,1,\dots ,m-1\}\,}, {\displaystyle y=x^{k}e^{zx}\,} és una solució de l'EDO. Aplicant això a totes les arrels dona una col·lecció de n funcions diferents i linealment independents, on n és el grau de F (z). Com abans, aquestes funcions constitueixen una base de l'espai solució.
Si els coeficients Ai de l'equació diferencial són reals, llavors en general les solucions reals són preferibles. Com que les arrels no reals z venir en parelles de complexos conjugats, també les seves funcions base corresponents xkezx, i el resultat desitjat s'obté canviant cada parell per la combinació lineal dels valors reals de la seva part real la seva part imaginaria.
Un cas que impliqui arrels complexes es pot resoldre amb l'ajut de La fórmula d'euler.

### Exemples
Donat {\displaystyle y''-4y'+5y=0\,}. L'equació característica és {\displaystyle z^{2}-4z+5=0\,} que té zeroes 2+ ii 2− i. Així la solució base {\displaystyle \{y_{1},y_{2}\}} és {\displaystyle \{e^{(2+i)x},e^{(2-i)x}\}\,}. Ara y és una solució si i només si {\displaystyle y=c_{1}y_{1}+c_{2}y_{2}\,} per a {\displaystyle c_{1},c_{2}\in \mathbb {C} }.
Com que els coeficients són reals,
- Probablement no hi ha interes en les solucions complexes
- els elements base són mútuament conjugats

Les combinacions lineals
{\displaystyle u_{1}={\mbox{Re}}(y_{1})={\frac {y_{1}+y_{2}}{2}}=e^{2x}\cos(x)\,} i
{\displaystyle u_{2}={\mbox{Im}}(y_{1})={\frac {y_{1}-y_{2}}{2i}}=e^{2x}\sin(x)\,}
donaran una base real en {\displaystyle \{u_{1},u_{2}\}}.

#### Oscil·lador harmònic simple
L'equació diferencial de segon ordre
{\displaystyle D^{2}y=-k^{2}y\,}
que representa un moviment harmònic simple, es pot reformular com
{\displaystyle (D^{2}+k^{2})y=0.\,}
L'expressió en parèntesi es pot descompondre en factors, donat
{\displaystyle (D+ik)(D-ik)y=0\,}
que té un parell de solucions linealment independents, una per
{\displaystyle (D-ik)y=0\,}
i un altre per
{\displaystyle (D+ik)y=0.\,}
Les solucions són, respectivament,
{\displaystyle y_{0}=A_{0}e^{ikx}\,}
i
{\displaystyle y_{1}=A_{1}e^{-ikx}.\,}
Aquestes solucions proporcionen una base per l'"espai solució" bidimensional de l'equació diferencial de segon ordre: El que vol dir que les combinacions lineals d'aquestes solucions també seran solucions. En particular, es poden construir les solucions següents
{\displaystyle y_{0'}={A_{0}e^{ikx}+A_{1}e^{-ikx} \over 2}=C_{0}\cos(kx)\,}
i
{\displaystyle y_{1'}={A_{0}e^{ikx}-A_{1}e^{-ikx} \over 2i}=C_{1}\sin(kx).\,}
Aquestes dues últimes solucions trigonomètriques són linealment independents, per tant poden servir per a una altra base per a l'espai de solució, produint la solució general següent:
{\displaystyle y_{H}=C_{0}\cos(kx)+C_{1}\sin(kx).\,}

#### Dscil·lador harmònic esmorteït
Donada l'equació de l'oscil·lador harmònic esmorteï:
{\displaystyle \left(D^{2}+{b \over m}D+\omega _{0}^{2}\right)y=0,}
l'expressió entre parèntesis es pot descompondre en factors: primer s'obté l'equació característica substituint D per λ;. Aquesta equació ha de ser satisfeta per a tot y, per tant:
{\displaystyle \lambda ^{2}+{b \over m}\lambda +\omega _{0}^{2}=0.}
Es resol fent servir la fórmula de l'equació de segon grau:
{\displaystyle \lambda ={-b/m\pm {\sqrt {b^{2}/m^{2}-4\omega _{0}^{2}}} \over 2}.}
Es fan servir aquestes dades per descompondre en factors l'equació diferencial original:
{\displaystyle \left(D+{b \over 2m}-{\sqrt {{b^{2} \over 4m^{2}}-\omega _{0}^{2}}}\right)\left(D+{b \over 2m}+{\sqrt {{b^{2} \over 4m^{2}}-\omega _{0}^{2}}}\right)y=0.}
Això implica un parell de solucions, corresponents a
{\displaystyle \left(D+{b \over 2m}-{\sqrt {{b^{2} \over 4m^{2}}-\omega _{0}^{2}}}\right)y=0}
i un altre a
{\displaystyle \left(D+{b \over 2m}+{\sqrt {{b^{2} \over 4m^{2}}-\omega _{0}^{2}}}\right)y=0}
Les solucions són, respectivament
{\displaystyle y_{0}=A_{0}e^{-\omega x+{\sqrt {\omega ^{2}-\omega _{0}^{2}}}x}=A_{0}e^{-\omega x}e^{{\sqrt {\omega ^{2}-\omega _{0}^{2}}}x}}
i
{\displaystyle y_{1}=A_{1}e^{-\omega x-{\sqrt {\omega ^{2}-\omega _{0}^{2}}}x}=A_{1}e^{-\omega x}e^{-{\sqrt {\omega ^{2}-\omega _{0}^{2}}}x}}
on ω; = b / 2 m. A partir d'aquest parell linealment independent de solucions es pot construir un altre parell linealment independent que serveixen com a base per l'espai de solució bidimensional:
{\displaystyle y_{H}(A_{0},A_{1})(x)=\left(A_{0}\sinh {\sqrt {\omega ^{2}-\omega _{0}^{2}}}x+A_{1}\cosh {\sqrt {\omega ^{2}-\omega _{0}^{2}}}x\right)e^{-\omega x}.}
Tanmateix, si|ω| < |ω0| llavors és preferible alliberar-se dels imaginaris que en resulten, expressant la solució general com
{\displaystyle y_{H}(A_{0},A_{1})(x)=\left(A_{0}\sin {\sqrt {\omega _{0}^{2}-\omega ^{2}}}x+A_{1}\cos {\sqrt {\omega _{0}^{2}-\omega ^{2}}}x\right)e^{-\omega x}.}
Aquesta última solució correspon al cas no esmorteït, mentre que l'anterior correspon al cas sobreesmorteït: les solucions per al cas d'infraesmorteït oscil·len mentre que les solucions per al cas sobreesmorteït no ho fan.

## Equació no homogènia amb coeficients constants
Per obtenir la solució de l'equació no homogènia, cal trobar una solució particular y P (x) o bé pel mètode de dels coeficients indeterminats o bé pel mètode de variació dels paràmetres; la solució general a l'equació diferencial lineal és la suma de la solució general de l'equació homogènia més la solució particular.
Suposant que cal resldre
{\displaystyle {\frac {d^{n}y(x)}{dx^{n}}}+A_{1}{\frac {d^{n-1}y(x)}{dx^{n-1}}}+\cdots +A_{n}y(x)=f(x).}
Per conveniència posterior, es defineixi el polinomi característic
{\displaystyle P(v)=v^{n}+A_{1}v^{n-1}+\cdots +A_{n}.}
Es troba la solució base {\displaystyle \{y_{1}(x),y_{2}(x),\ldots ,y_{n}(x)\}} com en e cas homogeni (f(x)=0). Ara se cerca una solució particular yp(x) pel mètode de variació dels paràmetres. Siguin els coeficients de la combinació lineal de funcions de x:
{\displaystyle y_{p}(x)=u_{1}(x)y_{1}(x)+u_{2}(x)y_{2}(x)+\cdots +u_{n}(x)y_{n}(x).}
Per a la facilitat de notació es treu la dependència de x (és a dir les diverses (x)). Fent servir la notació "operador" {\displaystyle D=d/dx}, l'EDO en qüestió és {\displaystyle P(D)y=f}; així
{\displaystyle f=P(D)y_{p}=P(D)(u_{1}y_{1})+P(D)(u_{2}y_{2})+\cdots +P(D)(u_{n}y_{n}).}
Amb les restriccions
{\displaystyle 0=u'_{1}y_{1}+u'_{2}y_{2}+\cdots +u'_{n}y_{n}}
{\displaystyle 0=u'_{1}y'_{1}+u'_{2}y'_{2}+\cdots +u'_{n}y'_{n}}
{\displaystyle \cdots }
{\displaystyle 0=u'_{1}y_{1}^{(n-2)}+u'_{2}y_{2}^{(n-2)}+\cdots +u'_{n}y_{n}^{(n-2)}}
els paràmetres es desplacen fora, amb una mica de "brutícia":
{\displaystyle f=u_{1}P(D)y_{1}+u_{2}P(D)y_{2}+\cdots +u_{n}P(D)y_{n}+u'_{1}y_{1}^{(n-1)}+u'_{2}y_{2}^{(n-1)}+\cdots +u'_{n}y_{n}^{(n-1)}.}
Però {\displaystyle P(D)y_{j}=0}, per això
{\displaystyle f=u'_{1}y_{1}^{(n-1)}+u'_{2}y_{2}^{(n-1)}+\cdots +u'_{n}y_{n}^{(n-1)}.}
Això, amb les restriccions, dona un sistema lineal en {\displaystyle u'_{j}}. Això sempre es pot resoldre; de fet, combinant La regla de cramer amb el Wronskià,
{\displaystyle u'_{j}=(-1)^{n+j}{\frac {W(y_{1},\ldots ,y_{j-1},y_{j+1}\ldots ,y_{n})_{0 \choose f}}{W(y_{1},y_{2},\ldots ,y_{n})}}.}
La resta és qüestió d'integrar {\displaystyle u'_{j}.}
La solució particular no és única; {\displaystyle y_{p}+c_{1}y_{1}+\cdots +c_{n}y_{n}} també satisfà l'EDO per a qualsevol conjunt de constants cj.

### Exemple
Suposant {\displaystyle y''-4y'+5y=sin(kx)}. Es pren la solució base trobada més amunt {\displaystyle \{e^{(2+i)x},e^{(2-i)x}\}}.
| {\displaystyle W\,} | I)x de {\displaystyle ={\begin{vmatrix}e^{(2+i)x}&e^{(2}\\(2+i)e^{(2+i)x}&(2-i)e^{(2-i)x}\end{vmatrix}}} |
|                     | {\displaystyle =e^{4x}{\begin{vmatrix}1&1\\2+i&2-i\end{vmatrix}}}                                        |
|                     | {\displaystyle =-2ie^{4x}\,}                                                                             |
| {\displaystyle u'_{1}\,} | {\displaystyle ={\frac {1}{W}}{\begin{vmatrix}0&e^{(2-i)x}\\\sin(kx)&(2-i)e^{(2-i)x}\end{vmatrix}}} |
|                          | {\displaystyle =-{\frac {i}{2}}\sin(kx)e^{(-2-i)x}}                                                 |
| {\displaystyle u'_{2}\,} | {\displaystyle ={\frac {1}{W}}{\begin{vmatrix}e^{(2+i)x}&0\\(2+i)e^{(2+i)x}&\sin(kx)\end{vmatrix}}} |
|                          | {\displaystyle ={\frac {i}{2}}\sin(kx)e^{(-2+i)x}.}                                                 |
Fent servir la llista d'integrals de funcions exponencials
| {\displaystyle u_{1}\,} | {\displaystyle =-{\frac {i}{2}}\int \sin(kx)e^{(-2-i)x}\,dx}                               |
|                         | {\displaystyle ={\frac {ie^{(-2-i)x}}{2(3+4i+k^{2})}}\left((2+i)\sin(kx)+k\cos(kx)\right)} |
| {\displaystyle u_{2}\,} | {\displaystyle ={\frac {i}{2}}\int \sin(kx)e^{(-2+i)x}\,dx}                                |
|                         | {\displaystyle ={\frac {ie^{(i-2)x}}{2(3-4i+k^{2})}}\left((i-2)\sin(kx)-k\cos(kx)\right).} |
I així
| {\displaystyle y_{p}\,} | {\displaystyle ={\frac {i}{2(3+4i+k^{2})}}\left((2+i)\sin(kx)+k\cos(kx)\right)+{\frac {i}{2(3-4i+k^{2})}}\left((i-2)\sin(kx)-k\cos(kx)\right)} |
|                         | {\displaystyle ={\frac {(5-k^{2})\sin(kx)+4k\cos(kx)}{(3+k^{2})^{2}+16}}.}                                                                     |
(Fixeu-vos que u 1 i u ₂ tenien factors que anul·laven y 1 i y ₂; això és típic.)
Aquesta EDO té una interpretació física com un oscil·lador harmònic esmorteït forçat; yp representa el règim permanent, i {\displaystyle c_{1}y_{1}+c_{2}y_{2}} és el transitori.

## Equació amb coeficients variables
Una EDO lineal d'ordre n amb coeficients variables té la forma general
{\displaystyle p_{n}(x)y^{(n)}(x)+p_{n-1}(x)y^{(n-1)}(x)+\cdots +p_{0}(x)y(x)=r(x).}

### Exemples
Un exemple simple és l'Equació de Cauchy–Euler que sovint es fa servir en enginyeria
{\displaystyle x^{n}y^{(n)}(x)+a_{n-1}x^{n-1}y^{(n-1)}(x)+\cdots +a_{0}y(x)=0.}

## Equació de primer ordre
Una EDO lineal d'ordre 1 amb coeficients variables té la forma general
{\displaystyle Dy(x)+f(x)y(x)=g(x)\,.}
Les equacions d'aquesta forma es poden resoldre multiplicant el factor integrant
{\displaystyle e^{\int f(x)\,dx}}
per obtenir
{\displaystyle Dy(x)e^{\int f(x)\,dx}+f(x)y(x)e^{\int f(x)\,dx}=g(x)e^{\int f(x)\,dx},}
que se simplifica degut a la regla del producte a
{\displaystyle D(y(x)e^{\int f(x)\,dx})=g(x)e^{\int f(x)\,dx}}
que, integrant els dos costats, dona
{\displaystyle y(x)e^{\int f(x)\,dx}=\int g(x)e^{\int f(x)\,dx}\,dx+c~,}
{\displaystyle y(x)={\int g(x)e^{\int f(x)\,dx}\,dx+c \over e^{\int f(x)\,dx}}~.}
En altres paraules: La solució d'una EDO lineal de primer ordre
{\displaystyle y'(x)+f(x)y(x)=g(x),\,}
amb coeficients que poden variar o no amb x, és:
{\displaystyle y=e^{-a(x)}\left(\int g(x)e^{a(x)}\,dx+\kappa \right)}
on {\displaystyle \kappa } és la constant d'integració, i
{\displaystyle a(x)=\int {f(x)\,dx}.}

### Exemples
Considereu una equació diferencial de primer ordre amb coeficients constants:
{\displaystyle {\frac {dy}{dx}}+by=1.}
En aquest cas p (x) = b, r (x) = 1.
Per això la seva solució és
{\displaystyle y(x)=e^{-bx}\left(e^{bx}/b+C\right)=1/b+Ce^{-bx}.}